# Isla de Ngatik
Ngatik  es una pequeña isla de Pacífico en el archipiélago de las Islas Carolinas. Ella se encuentra en la parte occidental del atolón Sapwuahfik. El atolón fue llamado Atolón Ngatik previamente.
La isla Ngatik tiene 1800 m de largo y hasta 760 m de ancho, es plana y esta cubierta densamente. Tiene una superficie de 90,6 hectáreas , por lo que es, con mucho, la mayor de las islas del atolón. A sólo 400 metros de la costa este esta una laguna de 78 kilómetros cuadrados llamada Sapwuahfik.
Fuera de la punta sureste, en una isla artificial, hay un aeropuerto. Según el censo de 2000, la isla tiene 640 habitantes.